# GSM 400
GSM 400 – standard GSM, w którym transmisja mowy i danych może odbywać się w paśmie częstotliwości 450,4 – 467,6 MHz lub 478,8 – 496 MHz. Jest on dobrym rozwiązaniem dla operatorów posiadających sieci analogowe NMT 450, ponieważ są już posiadaczami prawa do używania wykorzystywanych przez ten system częstotliwości, a podczas migracji pomiędzy systemami oba rodzaje sieci mogą działać razem. Jest też technologią, którą można zastosować do pokrycia dużych niezamieszkanych obszarów. Pierwsze działające rozwiązanie zaprezentowały firmy Nokia i Ericsson w roku 1999 w Budapeszcie na konferencji poświęconej
temu standardowi. Obecnie jedną z nielicznych sieci GSM pracujących w tym standardzie jest sieć Celtel należąca do
tanzańskiego operatora Celtel Tanzania.

## Aspekty techniczne
Sieć szkieletowa (ang. Core Network) i usługi oferowane w GSM są niezależne od standardu na którym oparto budowę sieci (aby zapoznać się z architekturą i możliwościami sieci GSM, przeczytaj artykuł GSM). To co wyróżnia poszczególne standardy, to rozwiązania stosowane w sieci radiowej (ang. Radio Access Network).

### Używane częstotliwości
W standardzie GSM 400 używa się 35 częstotliwości, które rozłożone są co 200 kHz.
Specyfikacja 3GPP przewiduje dwa zakresy częstotliwości, które mogą być wybrane do budowy tego systemu:
GSM 450 Band
- 450,4 MHz do 457,6 MHz jako uplink, czyli częstotliwości na których telefony komórkowe nadają sygnał odbierany przez stacje bazowe.
- 460,4 MHz to 467,6 MHz jako downlink, czyli częstotliwości na których stacje bazowe nadają sygnał odbierany przez telefony komórkowe.

GSM 480 Band
- 478,8 MHz do 486 MHz jako uplink, czyli częstotliwości na których telefony komórkowe nadają sygnał odbierany przez stacje bazowe.
- 488,8 MHz to 496 MHz jako downlink, czyli częstotliwości na których stacje bazowe nadają sygnał odbierany przez telefony komórkowe.

### Rozmiar komórek
Zgodnie ze specyfikacją 3GPP rozmiar komórki nie może przekroczyć ok. 36 km.
Oferowane są także rozwiązania tzw. extended range oferujące maksymalny rozmiar o promieniu ok. 120 km,
wiąże się to jednak ze znacznym pogorszeniem pojemności sieci. Sieci w standardzie GSM 400 najlepiej nadają się do budowy
tak dużych komórek, ponieważ ze względu na niskie używane częstotliwości (w porównaniu z innymi standardami GSM) energia potrzebna
do emisji sygnału na takie odległości jest najmniejsza, co obniża koszty utrzymania sieci.

### Współdziałanie z innymi standardami GSM
Sieć w standardzie GSM 400 może być rozbudowana wspólnie z innymi rodzajami sieci GSM. W takim przypadku istnieje wspólna
sieć szkieletowa (ang. Core Network), a niezależnie rozwijane są systemy stacji bazowych dla różnych rodzajów standardów GSM. Oferowane obecnie telefony umożliwiają transmisję w różnych standardach, możliwe jest też przemieszczanie się podczas rozmowy pomiędzy stacjami bazowymi pracującymi w różnych standardach bez utraty połączenia (handover).
Tanzańska sieć Celtel zbudowana jest na bazie trzech standardów: GSM 400/GSM 900/GSM 1800.